# Steinenberg (Bergisch Gladbach)
Steinenberg ist ein Ortsteil im Stadtteil Lückerath von Bergisch Gladbach. Er bildet mittlerweile mit den umliegenden Ortschaften einen geschlossenen Siedlungsraum, so dass er nicht mehr eigenständig wahrgenommen wird. Er ist als Straßennamen erhalten.

## Geschichte
Der frühneuzeitliche Siedlungsname Steinenberg ist im Urkataster an dem „Weg von der Saaler Mühle“ nordwestlich von Duckmaus verzeichnet. Der Siedlungsname Steinenberg deutet auf eine topographische Lage auf einer steinigen Erhebung hin.
Die Hoflage gehörte zur preußischen Bürgermeisterei Bensberg im Kreis Mülheim am Rhein. Der Ort ist auf der Topographischen Aufnahme der Rheinlande von 1824 als Steinberg und auf der Preußischen Uraufnahme von 1840 ohne Namen verzeichnet. Ab der Preußischen Neuaufnahme von 1892 ist er auf Messtischblättern regelmäßig als Steinenberg, ab 1941 ohne Namen verzeichnet. 
Aufgrund des Köln-Gesetzes wurde die Stadt Bensberg mit Wirkung zum 1. Januar 1975 mit Bergisch Gladbach zur Stadt Bergisch Gladbach zusammengeschlossen. Dabei wurde auch Steinenberg Teil von Bergisch Gladbach.
| Jahr | Einwohner | Wohn- gebäude | Kategorie    |
| ---- | --------- | ------------- | ------------ |
| 1845 | 9         | 2             | Bauergütchen |
| 1871 | 9         | 2             | Hofstelle    |
| 1885 | 9         | 2             | Wohnplatz    |
| 1895 | 9         | 2             | Wohnplatz    |
| 1905 | 11        | 2             | Wohnplatz    |